# 沈鉉瑞
沈鉉瑞（韓語：심현서，2007年2月23日—），另譯作沈賢瑞，是一名韓國男演員。從2歲開始被稱爲舞蹈神童，6歲開始學芭蕾，10歲參加了音樂劇《舞動人生》的試鏡，經過2年的嚴酷訓練，最終突破了200比1的競爭率，獲得了主角之一。

## 演出作品

### 電視劇
- 2020年：Tooniverse《趙雅書正在訂閲2》飾演 車善律
- 2022年：TVING《豬玀之王》飾演 鄭宗碩(少年)[1][2]
- 2022年：京畿道教育廳電視台《我會上傳夢想的（꿈을 업로드 하겠습니다）》飾演 賢俊
- 2022年：tvN《盜賊：七個朝鮮通寶》飾演 黃大明（少年）
- 2023年：KBS2《頭腦共助》飾演 鄭恩浩
- 2024年：Netflix《遺贈的秘密》飾演 崔俊亨

### 電影
- 2019年：短篇《舞蹈 風(춤,바람)》飾演 風
- 2020年：短篇《六月(유월)》飾演 閔六月
- 2020年：短篇《ZERO CONTACT》飾演 尹承佑
- 2020年：短篇《你和我的E.T.(너와 나의 E.T.)》飾演 徐志浩
- 2021年：短篇《尋找命運(운명을 찾아서)》飾演 佑延
- 2023年：短篇《{abp} a broken piece:少年的城堡(소년의성)》飾演 少年

### 音樂劇
- 2017年：《舞動人生（빌리 엘리어트）》[3]
- 2023年：《夢想起飛 Dream High（드림하이）》[4]

### 綜藝
- 2020年：E50《Eye Contact》[5]

### MV
- 2020年：首爾市立交響樂團X朴仁英《紅色味道》
- 2021年：KISU《BOY》
- 2021年：Mommy Son《F The World》feat. Wonstein
- 2022年：Panda Gomm《Black Swan》[6]

## 獎項
- 2012年：第27屆大韓民國舞蹈比賽申辦部特別獎
- 2013年：第28屆大韓民國舞蹈比賽申辦部特別獎
- 2013年：韓國文藝總部長獎-國際鋼琴比賽申辦部銀獎
- 2013年：第13屆全國舞蹈藝術大賽申辦部最優秀獎
- 2015年：第19屆全國男女小學、初中、高中舞蹈比賽小學部低年級特獎
- 2016年：善花全國舞蹈比賽-小學部低年級芭蕾創作銀獎

## 外部連結
- 沈鉉瑞的Instagram帳戶
- YouTube上的沈鉉瑞頻道
- 沈鉉瑞在NAVER上的资料